# Lycaena coccineus
Lycaena coccineus är en fjärilsart som beskrevs av Ford 1923/24. Lycaena coccineus ingår i släktet Lycaena och familjen juvelvingar. Inga underarter finns listade i Catalogue of Life.